# Wilhelm Nusselt
Kraft Ernst Wilhelm Nusselt (Norimberga, 25 novembre 1882 – Monaco di Baviera, 1º settembre 1957) è stato un ingegnere tedesco.
Nacque a Norimberga nel 1882 da Johannes e Pauline Fuchs.
Nusselt studiò ingegneria meccanica presso l'Università Tecnica di Monaco (Technische Universität München), dove ottenne il dottorato nel 1907, pubblicando la sua tesi di dottorato sulla conduttività dei materiali isolanti. Insegnò a Dresda nel quadriennio 1913-1917.
Nel 1915 pubblicò The Basic Laws of Heat Transfer, dove utilizzò per la prima volta il numero adimensionale noto come "numero di Nusselt", utilizzato in meccanica dei fluidi e nello studio del trasferimento del calore.
Durante il periodo di insegnamento sviluppò metodi di analisi dimensionale nell'ambito del trasferimento di calore, benché non possedesse alcuna conoscenza del teorema di Buckingham π o di ogni altro sviluppo di Lord Rayleigh.
Così facendo aprì la porta per un ulteriore metodo di analisi del trasferimento di calore.
Dopo aver insegnato e lavorato in Svizzera e in Germania tra il 1917 e il 1925, fu nominato alla Cattedra di Meccanica Teorica a Monaco. Andò in pensione nel 1952.
Intraprese anche importanti ricerche nel campo di scambiatori di calore.